# Кристиан фон Еренфелс
Кристиан фон Еренфелс (на немски: Christian von Ehrenfels (Maria Christian Julius Leopold Freiherr von Ehrenfels)) е австрийски философ, който е познат като един от основателите и предшественици на гещалт психологията.

## Биография
Роден е на 20 юни 1859 година в Родаун, Австрия. Изучава философия във Виенският университет с Франц Брентано и Алексий Мейнонг. Получава хабилитацията си през 1888 във Виена с труда „Über Fühlen und Wollen“ („За чувстването и желанието“). От 1896 до 1929 година е професор по философия в немския университет в Прага.

## Научна дейност
Макар Макс Вертхаймер да се смята за основател на движението на гещалт психологията, концепцията за самия гещалт за първи път е предложена в съвременната философия и психология от Еренфелс в неговата прочута работа „Über Gestaltqualitäten“ („Върху качествата на формата“, 1890). Идеята за гещалта има своите корени в теориите на Йохан Гьоте и Ернст Мах. Той и Едмунд Хусерл вероятно са впечатлени от работата на Мах в „Beiträge zur Analyse der Empfindungen“ („Приноси към анализа на усещанията“, 1886), за да формулират много подобни концепции, респективно за гещалта и фигуралния елемент.

## Трудове
- Über Gestaltqualitäten. In: Vierteljahrsschrift für wissenschaftliche Philosophie, 14 (1890), S. 249 – 292
- Werttheorie und Ethik. In: Vierteljahrsschrift für wissenschaftliche Philosophie, 17 (1893), S. 26 – 110, 200 – 266, 321 – 363, 413 – 425; 18 (1894), S. 22 – 97
- System der Werttheorie. 2 Bände. Leipzig: O. Reisland 1897, 1898
- Sexuales, Ober- und Unterbewusstsein. In: Politisch-Anthropologische Revue, 2 (1903 – 4), S. 456 – 476
- Die sexuale Reform. In: Politisch-Anthropologische Revue, 2 (1903 – 4), S. 970 – 994
- Sexualethik. Wiesbaden: J.F. Bergmann 1907
- Leitziele zur Rassenbewertung. In: Archiv für Rassen- und Gesellschaftsbiologie, 8 (1911), S. 59 – 71
- Richard Wagner und seine Apostaten. Ein Beitrag zur Jahrhundertfeier. Wien/Leipzig: H. Heller 1913
- Kosmogonie. Jena: Diederichs 1916
- Das Primzahlengesetz, entwickelt und dargestellt auf Grund der Gestalttheorie. Leipzig: Reisland 1922
- Sexualmoral der Zukunft. In: Archiv für Rassen- und Gesellschaftsbiologie, 22 (1930), S. 292 – 304
- Philosophische Schriften in 4 Bänden, hg. von Reinhard Fabian. München, Wien: Philosophia-Verlag 1. Werttheorie. 1982; 2. Ästhetik. 1986; 3. Psychologie, Ethik, Erkenntnistheorie. 1988; 4. Metaphysik. 1990